# Museo de América
Het Museo de América is een museum in de Spaanse hoofdstad Madrid dat zich richt op precolumbiaanse tot hedendaagse kunst, archeologie en etnografie van het Amerikaanse continent.
Het Museo de América werd op 19 april 1941 opgericht en in 1944 geopend als onderdeel van het Museo Arqueológico Nacional de España. Sinds 1965 is het gehuisvest in de Ciudad Universitaria.